# گو ایواسه
گو ایواسه (انگلیسی: Go Iwase؛ زادهٔ ۲۸ ژوئن ۱۹۹۵) بازیکن فوتبال اهل ژاپن است.